# Elwood (Utah)
Pour les articles homonymes, voir Elwood.
Elwood est une municipalité américaine située dans le comté de Box Elder en Utah. Lors du recensement de 2010, sa population est de 1 034 habitants.

## Géographie
Elwood se trouve dans le nord de l'Utah, à mi-chemin entre Salt Lake City et Pocatello, dans l'Idaho. Elle est desservie par l'Interstate 84.
La municipalité s'étend en 2010 sur une superficie de 7,83 milles carrés (20,28 km2).

## Histoire
Un certain Davidson ou Davidsen s'y installe en 1868. La localité est un temps appelée Fairview puis Manila, en souvenir de la bataille de la baie de Manille. En 1898, lors de l'ouverture du bureau de poste local, elle prend le nom d'Elwood, Fairview et Manila étant déjà pris.

## Démographie
| Groupe            | Elwood | Utah | États-Unis |
| ----------------- | ------ | ---- | ---------- |
| Blancs            | 94,4   | 86,1 | 72,4       |
| Métis             | 2,1    | 2,7  | 2,9        |
| Autres            | 1,8    | 6,0  | 6,2        |
| Asiatiques        | 1,3    | 2,0  | 4,8        |
| Océaniens         | 0,2    | 0,9  | 0,2        |
| Amérindiens       | 0,1    | 1,2  | 0,9        |
| Afro-Américains   | 0,1    | 1,1  | 12,6       |
| Total             | 100    | 100  | 100        |
|                   |        |      |            |
| Latino-Américains | 4,5    | 13,0 | 16,7       |

Selon l'American Community Survey pour la période 2010-2014, 96,42 % de la population âgée de plus de 5 ans déclare parler l'anglais à la maison, 3,40 % déclare parler l'espagnol et 0,18 % le tagalog.